# Høyland
Høyland is een plaats in de Noorse gemeente Sandnes, provincie Rogaland. Tot 1965 was Høle een zelfstandige gemeente. In dat jaar werd het samen met de voormalige gemeente Høle en een deel van Hetland bij Sandnes gevoegd. Høyland leeft voort als parochie in de Noorse kerk. De huidige parochiekerk werd gebouwd in 1841 ter vervanging van een eerdere kerk uit 1664. 